# 12065 Jaworski
12065 Jaworski eller 1998 FA33 är en asteroid i huvudbältet som upptäcktes den 20 mars 1998 av LINEAR i Socorro County, New Mexico. Den är uppkallad efter Victor Jaworski.
Asteroiden har en diameter på ungefär 2 kilometer.